# Clavularia thompsoni
Clavularia thompsoni är en korallart som beskrevs av Benham 1928. Clavularia thompsoni ingår i släktet Clavularia och familjen Clavulariidae. Inga underarter finns listade i Catalogue of Life.